# Diane et Callisto (Jollain)
Pour les articles homonymes, voir Diane et Callisto.
Diane et Callisto est un tableau, mesurant 53 × 64 cm, peint par Nicolas-René Jollain et présenté au Salon de 1771, sous le titre Jupiter sous la forme de Diane séduit Callisto.

## Thème mythologique
Le tableau dépeint Jupiter, sous les traits de Diane, qui séduit Callisto.